# 115-та окрема механізована бригада (Україна)
115-та окрема механізована бригада (115 ОМБр, в/ч А4053) — військове з'єднання механізованих військ у складі Сухопутних військ Збройних сил України чисельністю у бригаду. Базується в м. Золотоноша Черкаської області. Входить до складу ОК «Північ».
У 2022 році обороняла Сєвєродонецьк та Лисичанськ. Восени тримала оборону під Донецьком.

## Історія
Бригада сформована у Черкаській області на початку березня 2022 року, у перші тижні після повномасштабного вторгнення Росії. У квітні — червні 2022 бригада брала участь в обороні Сєвєродонецька та Лисичанська.
На жовтень 2022 року тримала оборону під Донецьком, за 400 м від Донецького аеропорту.
Навесні 2024 року бригада брала участь в обороні населеного пункту Очеретине. Наприкінці квітня росіяни змогли прорвати оборону в смузі відповідальності бригади. Засновник DeepState звинуватив у цьому провалі командування бригади. Він зазначив, що бригада зайняла вже готові позиції, але втратила їх. Зокрема, суміжні підрозділи відзначали випадки систематичного залишення позицій бійцями 115-ї бригади.

## Структура
- 44-й окремий стрілецький батальйон[6][уточнити]
- батальйон безпілотних систем «PATHFINDER»[7]
- Медична рота[8]
- Інженерно-саперна рота[9]
- Артилерійський дивізіон[10]
- Батарея управління і артилерійської розвідки[11]
- Польовий вузол зв’язку[12]

## Оснащення
- Д-30[13]
- DJI MAVIC[14]
- Autel[15]
- БМП-1[16]
- M113[17]
- Т-64[18]
- БМП-2[19]
- FB MSBS Gro[20]
- РПГ-7[21]
- ГП-25[22]

## Командування
- підполковник Білик Денис Сергійович[23][24]

## Символіка
На емблемі бригади в малиновому щиті зображено козацький хрест у полум'ї, над яким перехрещено дві шаблі вістрями вгору. Головна фігура нарукавного знака відтворює зміст герба Золотоніської сотні середини XVIII століття. Над щитом емблеми розташовано стрічку з гаслом «НАРОДЖЕНІ ВОГНЕМ».